# Lottenmühle (Weimar)

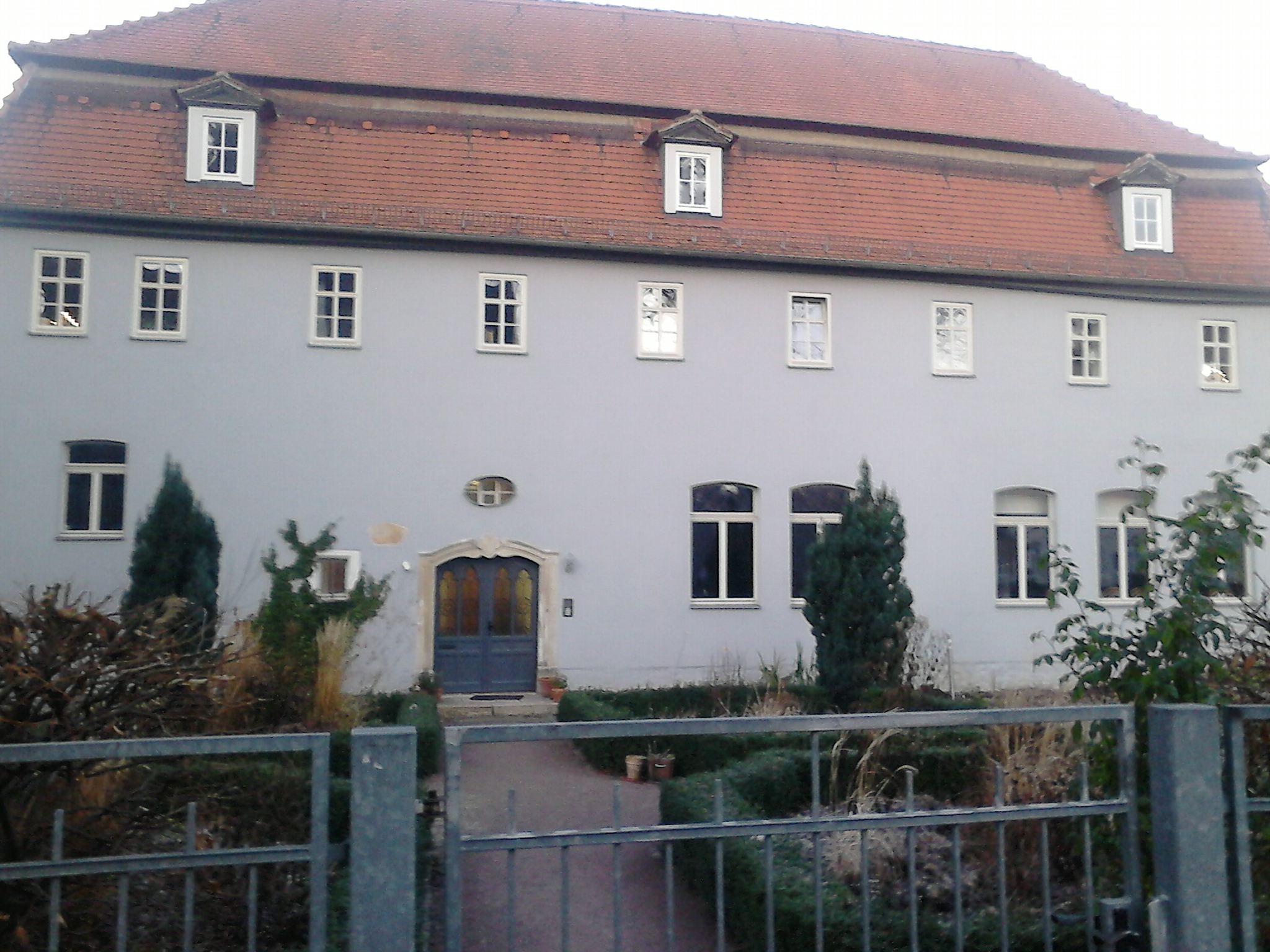
Lottenmühle in Richtung Paul-Frölich-Platz

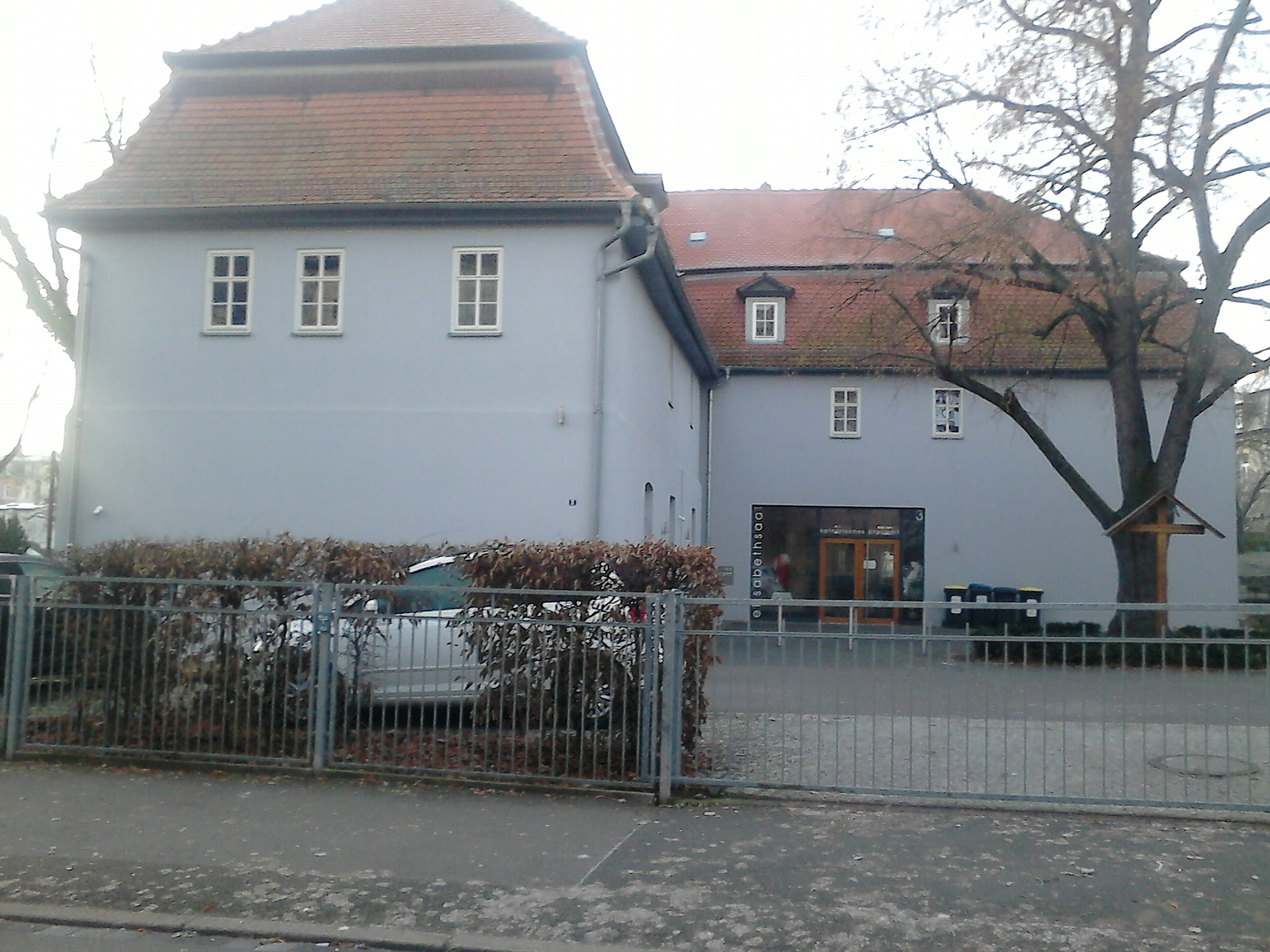
Lottenmühle in Weimar in Richtung Paul-Schneider-Straße

Die in der Paul-Schneider-Straße 3 befindliche Lottenmühle ist ein nach der Paul-Schneider-Straße in Weimar hin geöffneter Zweiseitenhof mit  einem Erdgeschoß und einem Obergeschoss. Das Dachgeschoss wiederum hat mehrere Dachgaubenfenster, jedoch deutlich weniger Fenster als das Obergeschoss. Die dazugehörigen Wirtschaftsgebäude existieren nicht mehr.
Ihre ursprüngliche Funktion als Wassermühle hat diese schon längst nicht mehr, sondern beherbergt das Katholische Pfarramt der ihr gegenüberliegenden Herz-Jesu-Kirche. Im Bereich der Toiletten befinden sich noch einstige Mühlsteine. Sie liegt am mittlerweile verdolten Lottenbach, der die Mühle einst antrieb und ihr den Namen gab.
Seine ursprüngliche Errichtung liegt nicht in der Barockzeit, woraus sich das zum August-Frölich-Platz befindliche Portal leicht schließen ließe. Seine Ersterwähnung reicht in das Jahr 1378 zurück. 1551 kaufte der Weimarer Rat die Mühle und damit das Grundstück. 1756 erfolgte der Neubau des Gebäudes durch Sebald Tobias Stock, wie er sich im Wesentlichen noch heute erhalten hat. Der Bezug zum Müllerhandwerk ist durch das an dem Haus befindliche Wappen zu erkennen: Mit Zirkel und Lot und einem halben Stirnrad. Sie war eine Getreide- und Ölmühle. Durch den Verkauf der Mühle durch den Lottenmüller Adolph Knaut an die katholische Kirchengemeinde 1888 gelangte dessen Besitz in deren Hand, welche sie zu einem Pfarr- und Schulhaus umbaute. Als solches fungiert das Gebäude noch heute.
Der 1756 errichtete Neubau ist ein überputztes Muschelkalk-Travertingebäude mit Tür- und Fenstergewänden aus Buntsandstein. Das Barockportal besteht aus einem hellgrauen braungesprenkelten Sandstein, der vermutlich aus Berka stammt.
Dieses Gebäude ist in die Liste der Kulturdenkmale in Weimar aufgenommen worden.

## Varia
Eine Magd mit Namen Maria Gertraude Schmidt aus der Lottenmühle wurde 1753 wegen Kindesmordes hingerichtet. Fast drei Jahrzehnte später wurde die Magd der Niedermühle (ab 1854 Karlsmühle) Johanna Catharina Höhn 1783 ebenfalls wegen Kindsmord hingerichtet. Dieser Fall wiederum sollte die Frage nach der Abschaffung der Todesstrafe im Herzogtum Sachsen-Weimar-Eisenach sehr beschäftigen.